# Armia Imperium Rosyjskiego

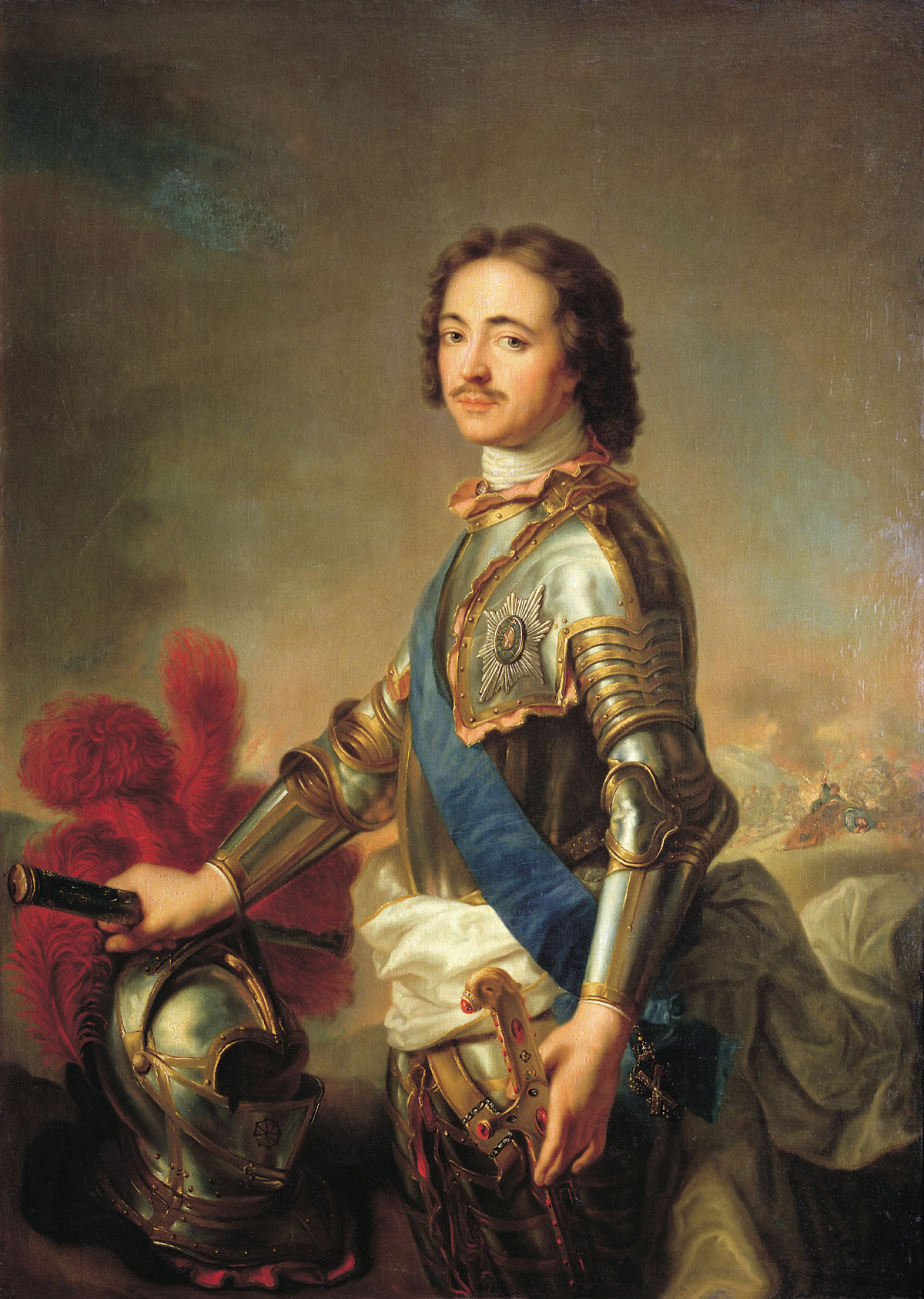
Piotr I Wielki, twórca potęgi państwa i armii rosyjskiej

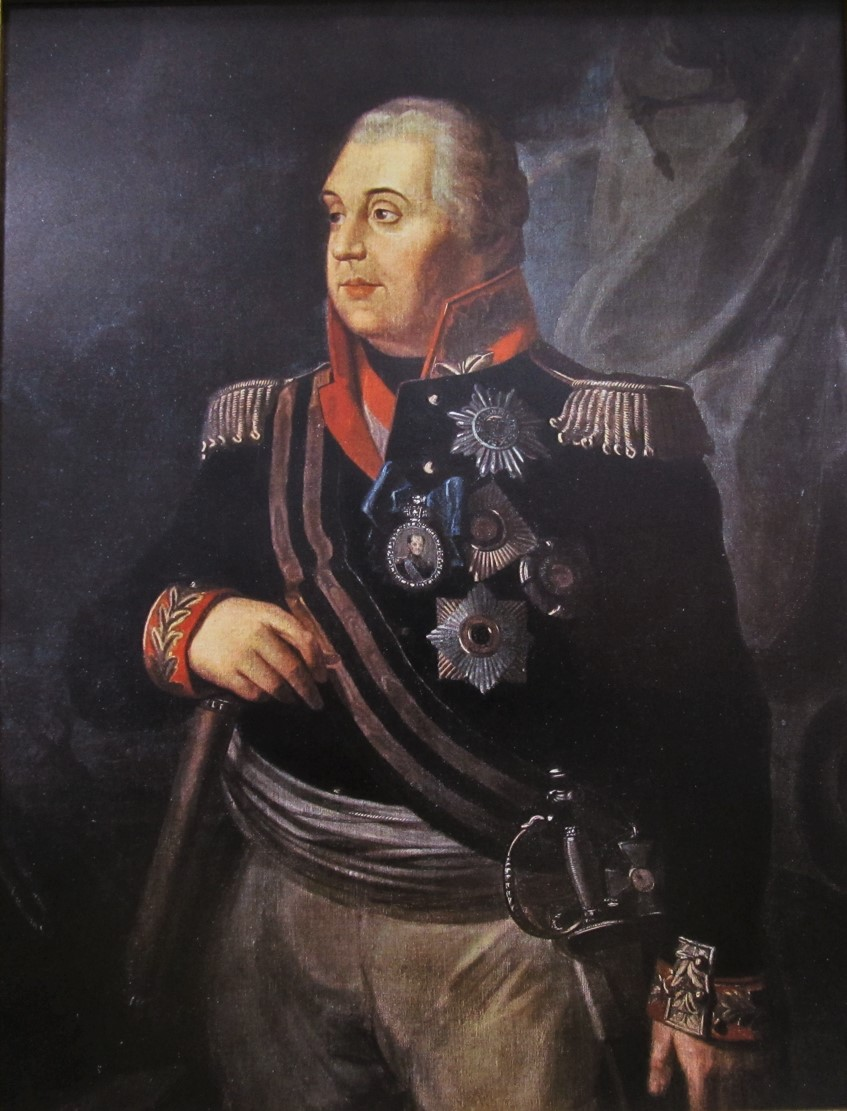
Michaił Kutuzow, dowódca rosyjski okresu wojen napoleońskich

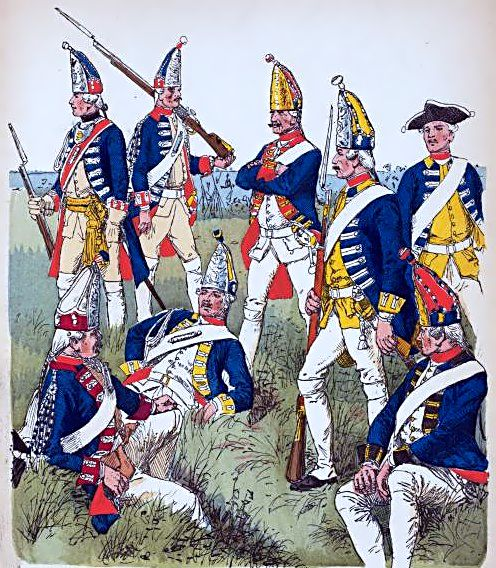
Grenadierzy i muszkieter wojsk rosyjskich w 1762

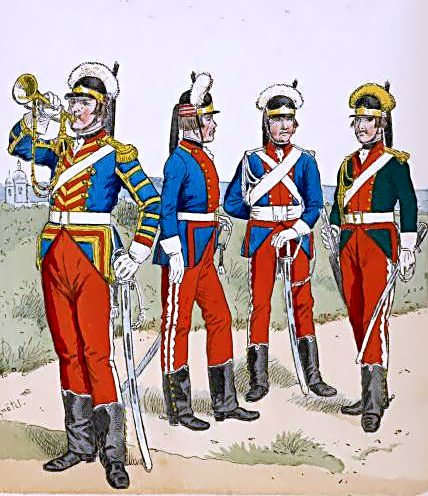
Rosyjscy kawalerzyści 1786–1796

Dekabryści, 1825 (mal. Karl Kolman)

Armia Imperium Rosyjskiego, oficjalnie Cesarska Armia Rosyjska (ros. Русская императорская армия, Russkaja imperatorskaja armija, po polsku potocznie armia carska) – wojska lądowe Cesarstwa Rosyjskiego (państwa rosyjskiego w latach 1721–1917). Obok Cesarskiej Floty Rosyjskiej i Cesarskiej Floty Wojenno-Powietrznej Rosji wojska lądowe stanowiły podstawowy rodzaj sił zbrojnych Rosji.
Za twórcę nowoczesnego wojska rosyjskiego uważany jest car Piotr I Wielki. To on wprowadził do armii zwyczaje podpatrzone w krajach Europy Zachodniej. Reforma opierała się na działających w Rosji już od wielkiej smuty pułkach obcego wzoru, którymi stopniowo zastępowano nieregularne wojska ziemskie i pułki strzeleckie. W 1699 roku wprowadzono częściowy obowiązek werbunkowy, w 1762 zniesiono obowiązkową służbę wojskową dla szlachty rosyjskiej a w 1874 wprowadzono powszechny obowiązek wojskowy.
Szeregi armii, zależnie od okresu, zasilali nie tylko Rosjanie, ale i Niemcy bałtyccy, Niemcy nadwołżańscy, Serbowie, Kozacy, Kałmucy, Tatarzy, Baszkirzy, Polacy, Litwini, Białorusini, Ukraińcy, Żydzi i inni.
Żołnierze Cesarskiej Armii Rosyjskiej brali udział w licznych działaniach, m.in. w wojnach napoleońskich, wojnie krymskiej, wojnie rosyjsko-japońskiej i I wojnie światowej.

## Wielkość armii i służba[1]
Na początku XIX wieku armia imperatora należała do największych w Europie. Pod bronią znajdowało się ok. 450 tys. żołnierzy, z czego 75% stanowiła piechota. W latach 1793–1855 służba wojskowa w Imperium Rosyjskim trwała 25 lat, a w 1855 r. skrócono ją do 15 lat. Dalsze zmiany przyniosła reforma z 1874 r., gdy rozszerzono grupę podlegającą poborowi, ale jednocześnie skrócono czynną służbę do 6 lat w wojskach lądowych i 7 lat we flocie.
Śmiertelność żołnierzy w armii rosyjskiej była zatrważająca. Szacuje się, że w czasie obowiązywania 25-letniej służby na 17–25 tys. wcielonych do armii do końca tego okresu dożywało ok. 200-300 poborowych. Bynajmniej nie gwarantowało to zwolnienia do domu. Wielu żołnierzy po służbie było przenoszonych do formacji rezerwowych, dzięki temu wojsko rosyjskie zachowywało pod bronią doświadczonych weteranów. Oficjalne czynniki przyznawały, że w czasach panowania Mikołaja I rocznie z powodu ciężkich warunków bytowania umierało 40 tys. żołnierzy rosyjskich. Największa śmiertelność była wśród oddziałów stacjonujących na Kaukazie. W latach 30.–40. XIX wieku praktycznie żaden rosyjski żołnierz nie dożył tzw. nieograniczonego urlopu. Na początku lat 50. XIX wieku armia rosyjska liczyła 938 731 żołnierzy formacji regularnych i 245 850 nieregularnych (głównie kozackich). Obliczenia wskazują, że podczas pierwszych 25 lat panowania Mikołaja I od samych chorób zmarło 1 028 650 żołnierzy. Do czasów reformy wojskowej Dmitrija Milutina w 1874 wojsko rosyjskie nie znało koszar. Niemal półtoramilionowe wojsko rozlokowane było w prymitywnych ziemiankach i lepiankach lub po kwaterach prywatnych. W ramach represji w trakcie i po upadku powstania listopadowego do specjalnych batalionów tzw. kantonistów wcielono dzieci polskie.
W ramach reformy Milutina skrócono czas służby wojskowej z 25 do 16 lat, wprowadzono naukę czytania i pisania, ograniczono stosowanie kar cielesnych wobec żołnierzy, po 1864 roku przezbrojono armię na broń gwintowaną odtylcową i zorganizowano okręgi wojskowe. W 1874 roku wprowadzono powszechny obowiązek służby wojskowej.
W 1914 armia ta była największą armią czasu pokoju na świecie i liczyła 1 423 000 żołnierzy, przy 180 mln całkowitej liczebności ludności Imperium. Trzy tygodnie po ogłoszeniu mobilizacji, jej liczebność wzrosła do 5 338 000 osób. W latach 1914–1917, w czasie działań prowadzonych w I wojnie światowej armia rosyjska wzięła do niewoli około 2 000 000 żołnierzy. Byli to głównie żołnierze armii austro-węgierskiej.

## Okręgi wojskowe
patrz: Okręgi wojskowe Imperium Rosyjskiego

## Piechota

### Dywizje piechoty
Armia carska liczyła 52 dywizje piechoty:
- 45 dywizji armijnych
- 4 dywizje grenadierskie
- 3 dywizje gwardyjskie

Dywizja składała się z 2 brygad po 2 pułki w każdej (wyjątek stanowiła jedna dywizja armijna, w składzie której był jeden dodatkowy pułk – razem 5 pułków).

### Brygady strzeleckie
Armia carska liczyła 15 brygad strzeleckich:
- 5 brygad podstawowych strzeleckich
- 3 brygady wschodniosyberyjskie
- 2 brygady zakaukaskie
- 1 brygada fińska (finlandzka)
- 1 brygada gwardyjska
- 1 brygada kaukaska
- 1 brygada kaukaska miejscowa
- 1 brygada turkiestańska

Każda z brygad strzeleckich oraz fińska (finlandzka) składały się z 2 pułków po 2 bataliony, natomiast pozostałe brygady z 4 oddzielnych batalionów, brygada kaukaska miejscowa z drużyn.

### Pułki piechoty
Armia carska liczyła 209 pułków piechoty:
- 181 pułków armijnych
- 16 pułków grenadierskich
- 12 pułków gwardyjskich

W skład pułku wchodziły 4 bataliony po 4 kompanie w każdym z nich.
Cała piechota liczyła 945 batalionów, w pułku było około 1900 żołnierzy w czasie pokoju oraz około 4000 podczas wojny.

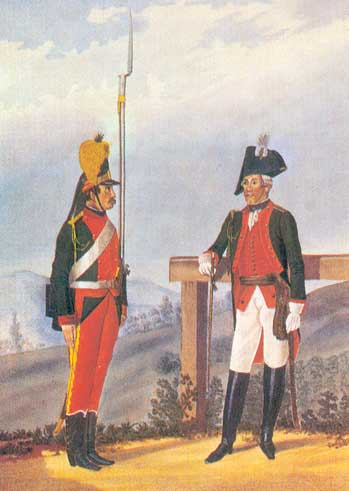
Rosyjscy piechurzy, schyłek XVIII wieku
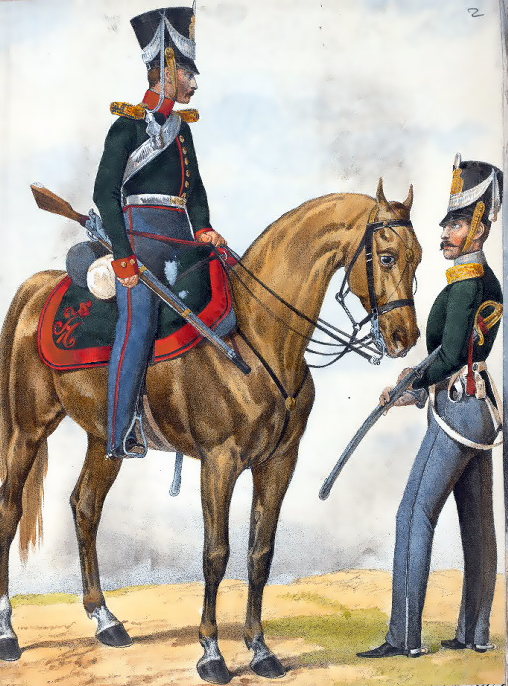
Rosyjscy żołnierze z 1827
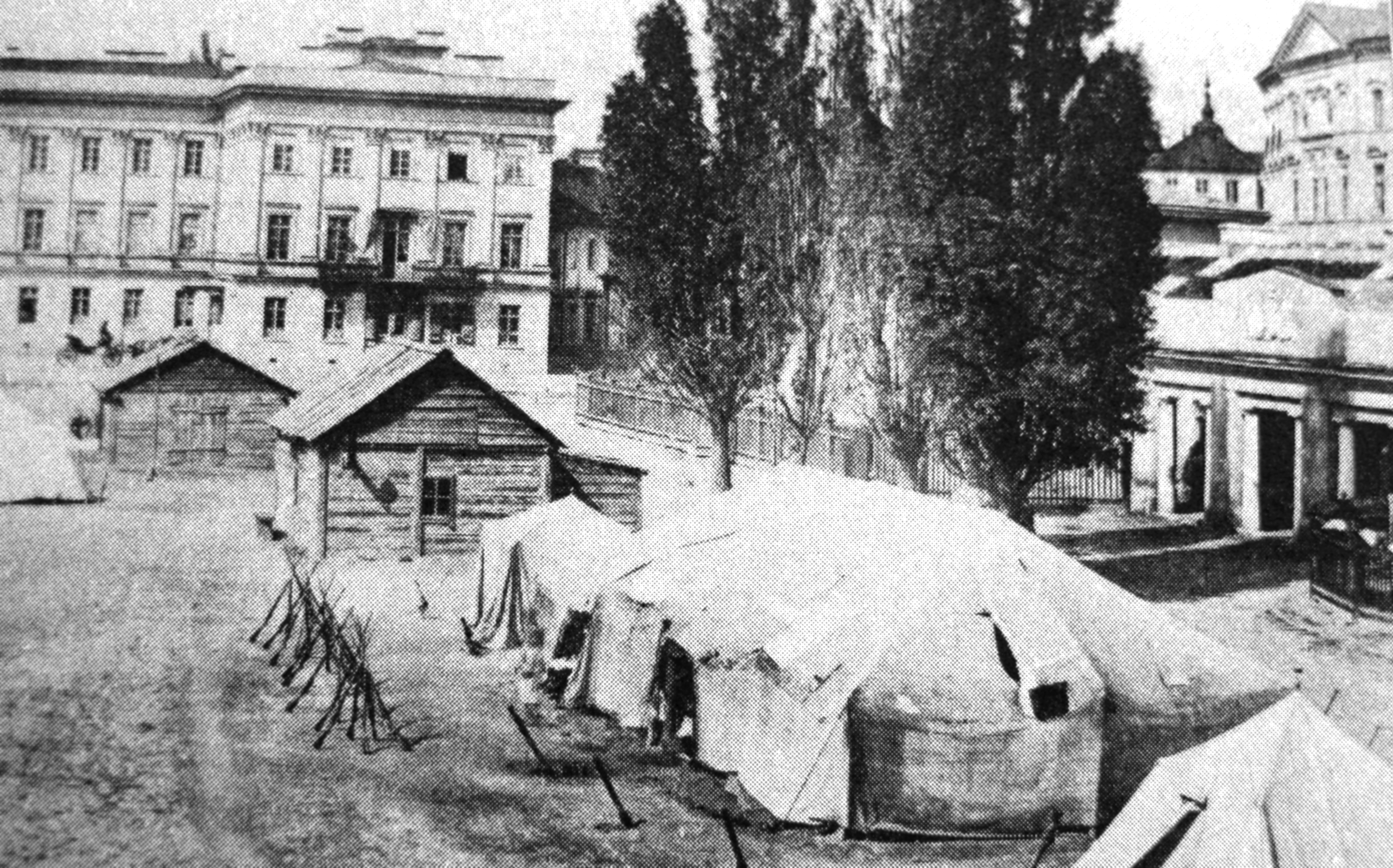
Biwak wojsk rosyjskich na Placu Saskim w Warszawie w 1861 roku
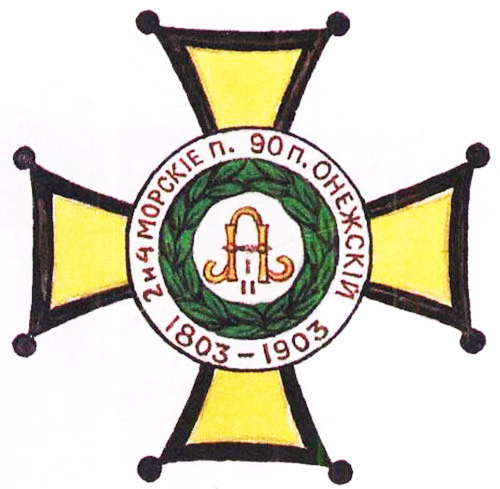
Odznaka 90 Oneżskiego Pułku Piechoty

## Kawaleria

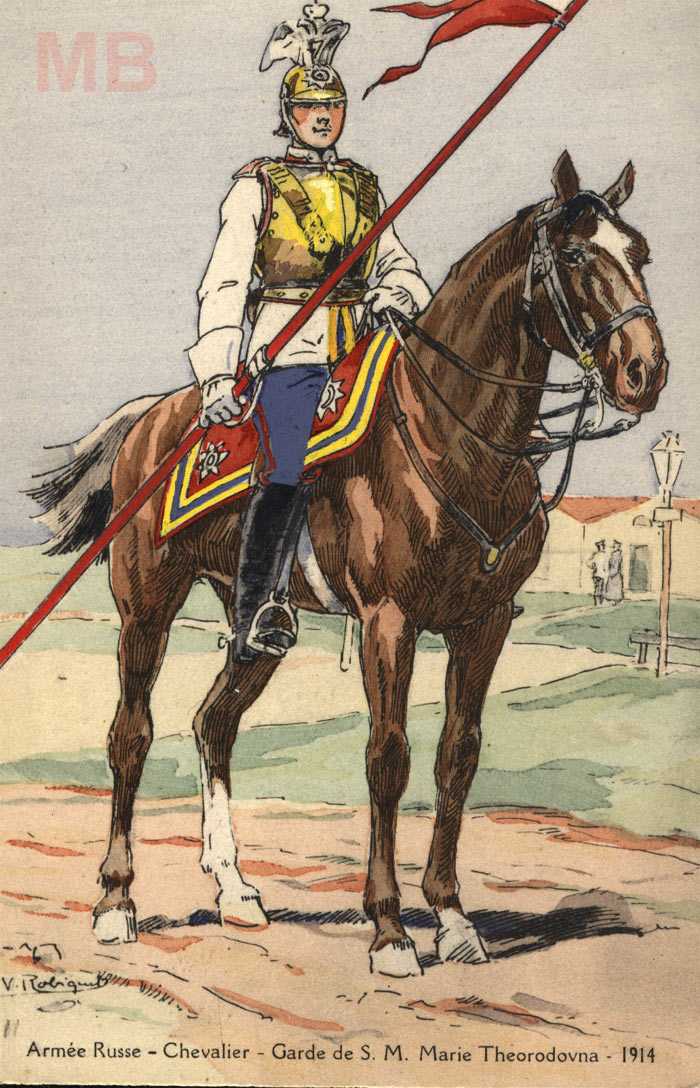
Żołnierz Gwardyjskiego Pułku Kawalerii

Armia carska liczyła 23 dywizje kawalerii:
- 15 dywizji armijnych (każda po jednym pułku kozackim)
- 4 dywizje kozackie
- 2 dywizje gwardyjskie, w każdej:
  - 6 pułków po 4 szwadrony
  - po 2 pułki kozackie
  - po 1 kozackiej sotni lejb-gwardii
- 1 dywizja dodatkowa
- 1 dywizja kaukaska (w tym jeden pułk kozacki)

A także:
- eskorta cara
- 18 samodzielnych pułków kozackich
- 2 samodzielne brygady kawalerii
- 1 finlandzki dragoński pułk
- 1 nadmorski dragoński pułk

W czasie działań wojennych w pułku było około 1000 żołnierzy i 900 koni.

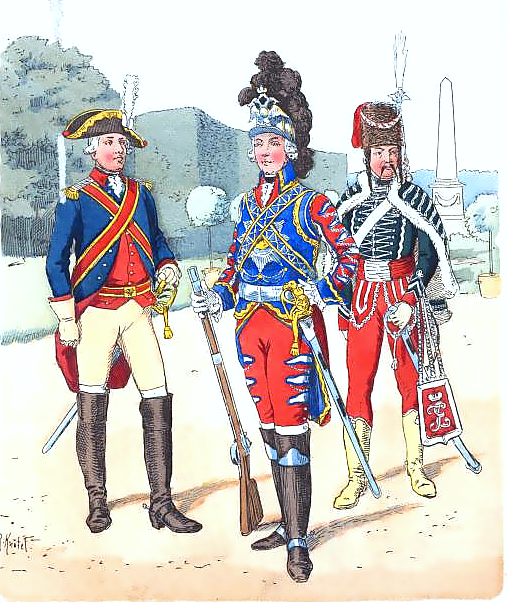
Rosyjscy kawalerzyści z 1790
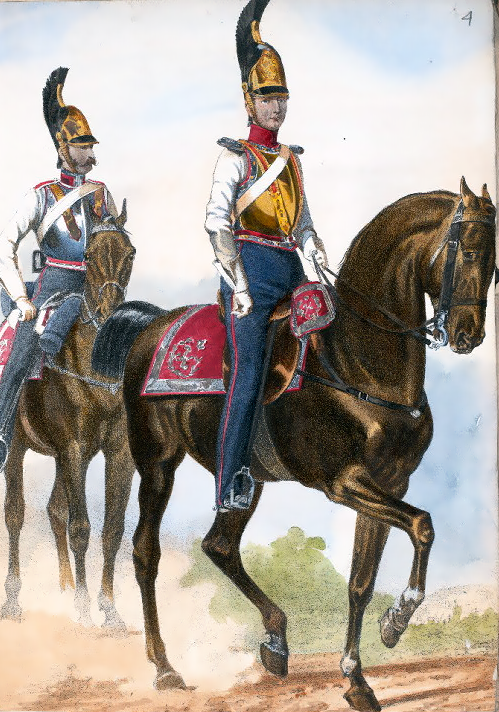
Rosyjscy kawalerzyści z 1827
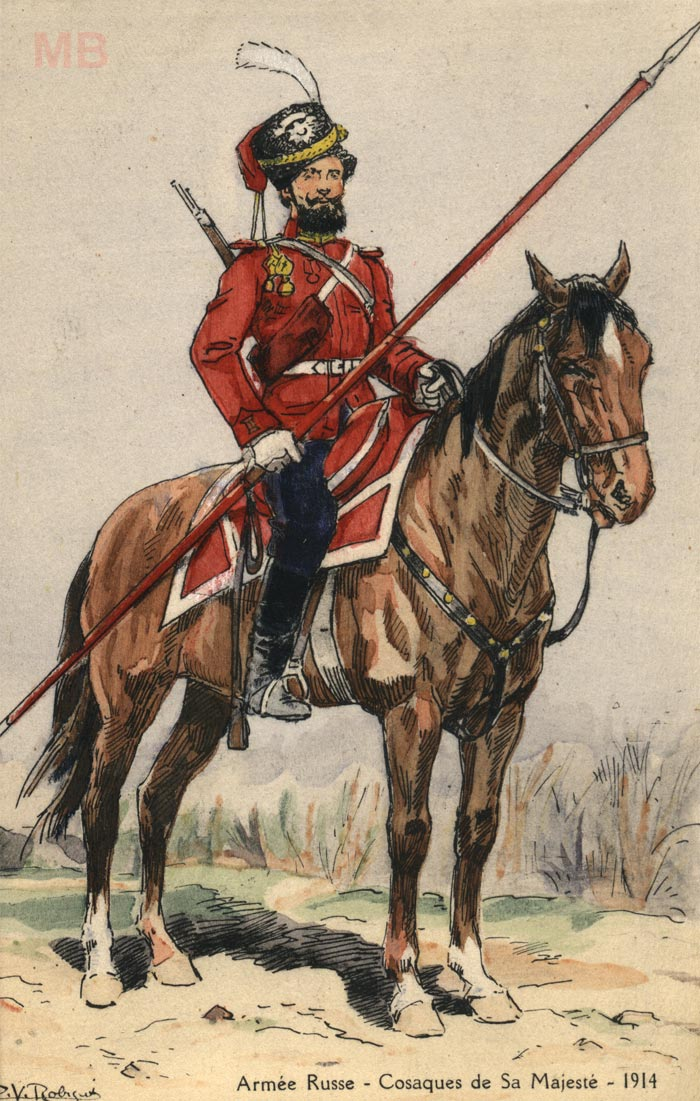
Żołnierz Gwardyjskiego Pułku Kozaków
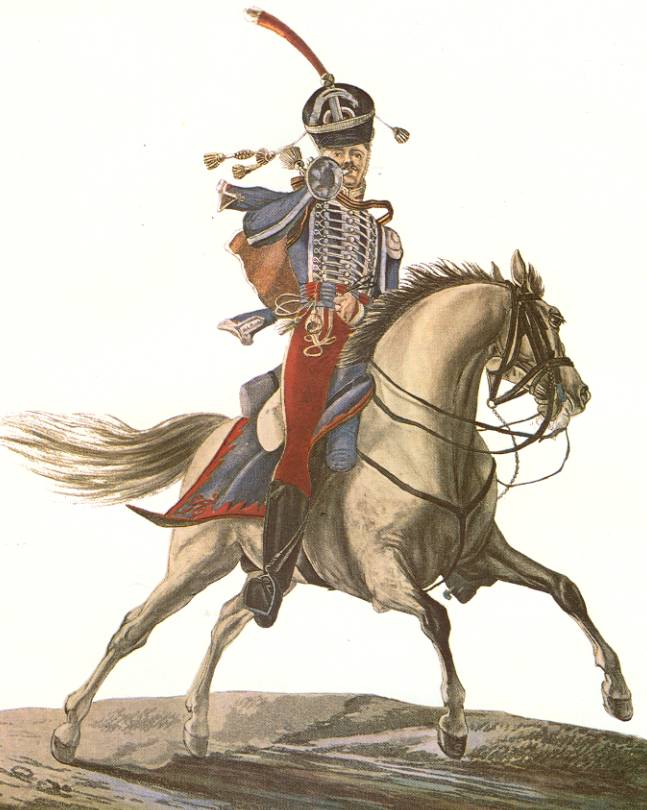
Żołnierz 2 Sumskiego Pułku Huzarów, 1812
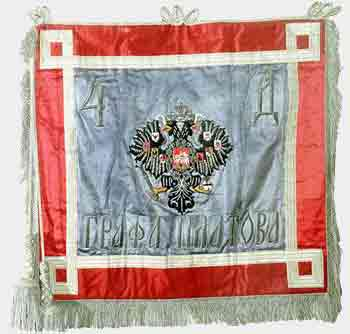
Sztandar 1 Pułku Kozaków Dońskich

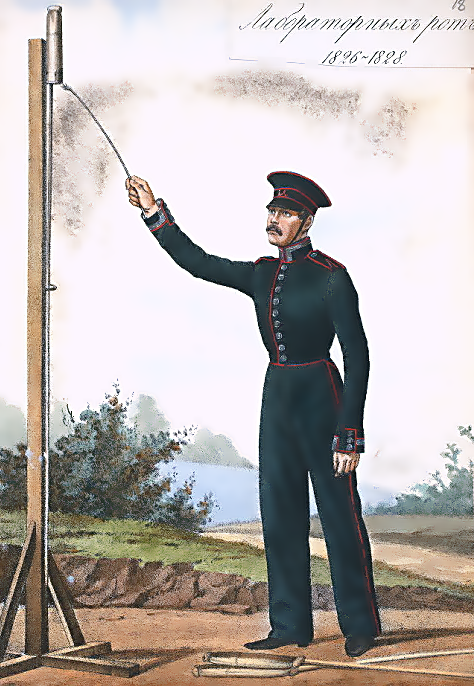
Żołnierz rosyjski z rakietą Congreve’a 1826–1828

## Artyleria

### Artyleria piesza

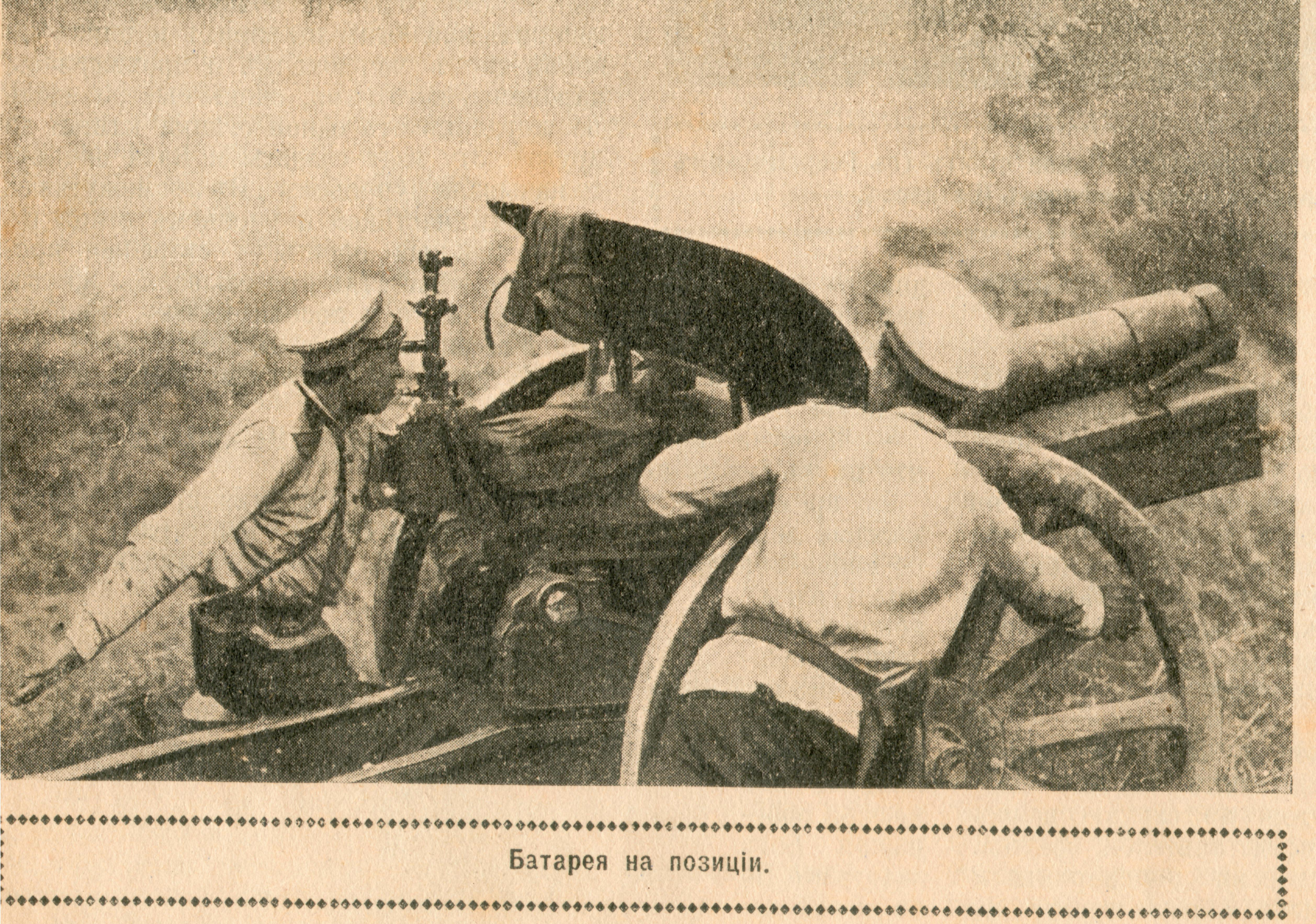
Rosyjska haubica na froncie rosyjsko-niemieckim, 1915

- 45 brygad armijnych (jedna brygada armijna artylerii pieszej w każdej dywizji armijnej piechoty)
- 4 brygady grenadierskie
- 3 brygady gwardyjskie
- 7 strzeleckich artyleryjskich dywizjonów (po 3 baterie)
- 7 pułków haubicznych
- 2 pułki turkiestańskie
- fiński (finlandzki) artyleryjski pułk
- górski artyleryjski pułk
- 2 brygady syberyjskie
- dywizjon syberyjski
- dywizjon zabajkalski

W brygadach artylerii pieszej było 6-9 baterii, po 8 armat w każdej.

### Artyleria konna
- 23 baterie armijne
- 20 baterii kozackich
- 5 baterii gwardyjskich
- 1 bateria konna górska

Bateria miała po 6 armat. W składzie polowej artylerii były także artyleryjskie pułki.

## Wojska inżynieryjne
- 26 batalionów saperskich
  - 19 armijnych batalionów saperskich
  - 2 bataliony saperskie kaukaskie
  - 1 batalion saperski grenadierski
  - 1 batalion saperski gwardyjski
  - 1 batalion saperski syberyjski
  - 1 batalion saperski turkiestański
- 8 batalionów pontonowych
- 7 batalionów kolejowych
- 6 polowych parków inżynieryjnych
- 2 stałe parki inżynieryjne
- 1 szkolny park aeronautyczny

Rosyjskie wojska inżynieryjne, stacjonujące w europejskiej części Rosji oraz na Kaukazie, były zgrupowane w 7 brygad saperskich i 1 brygadę kolejową.

## Działania zbrojne

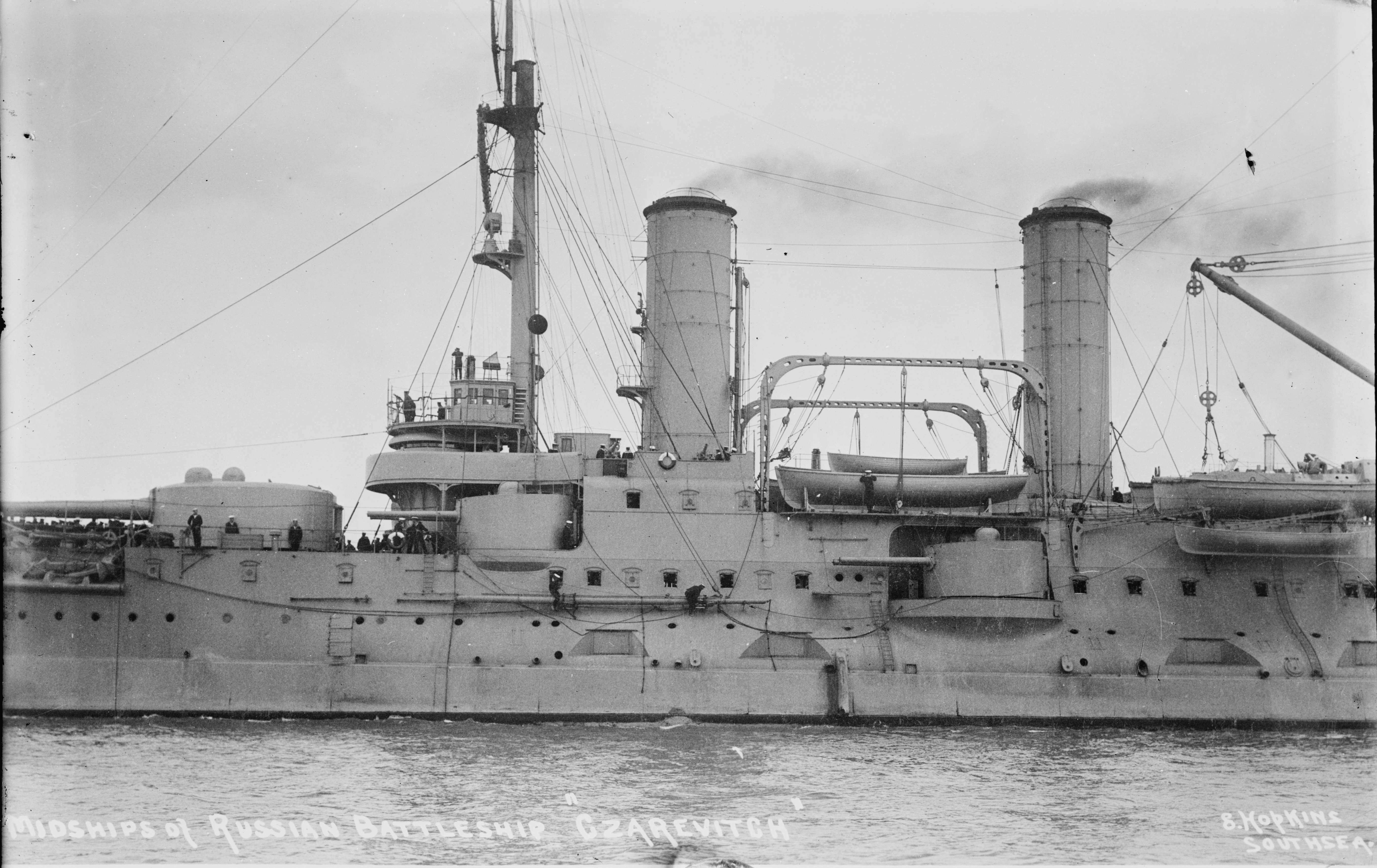
Pancernik „Cesariewicz” (wojna rosyjsko-japońska)

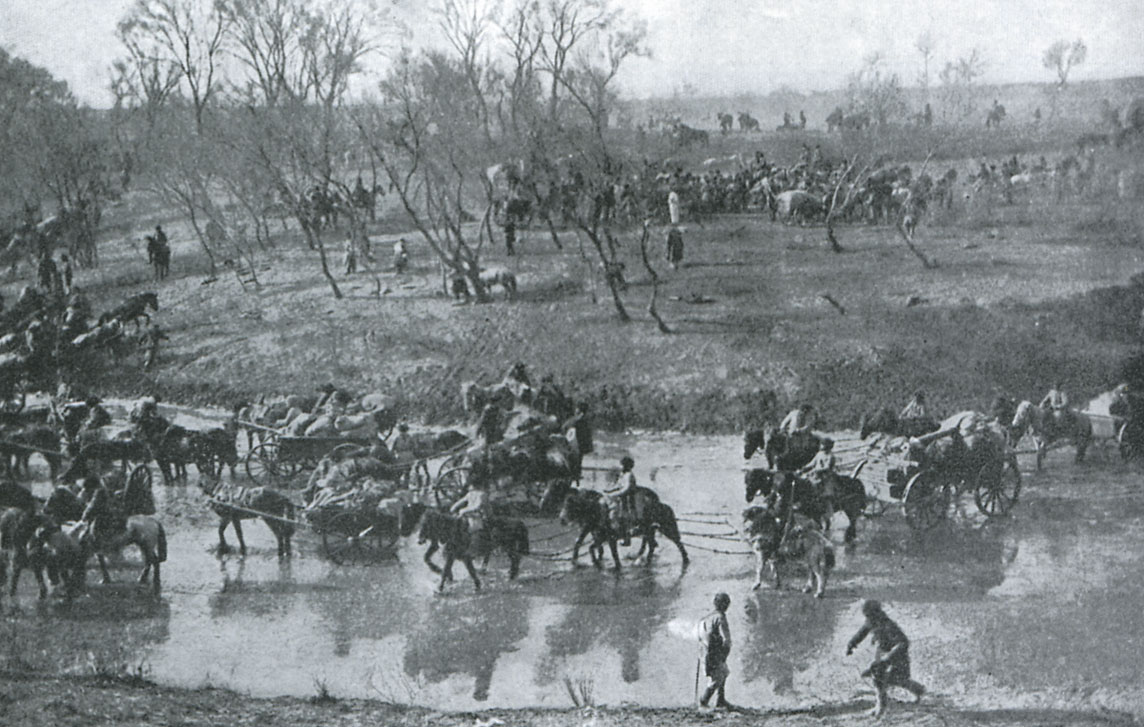
Odwrót armii carskiej po bitwie pod Mukdenem

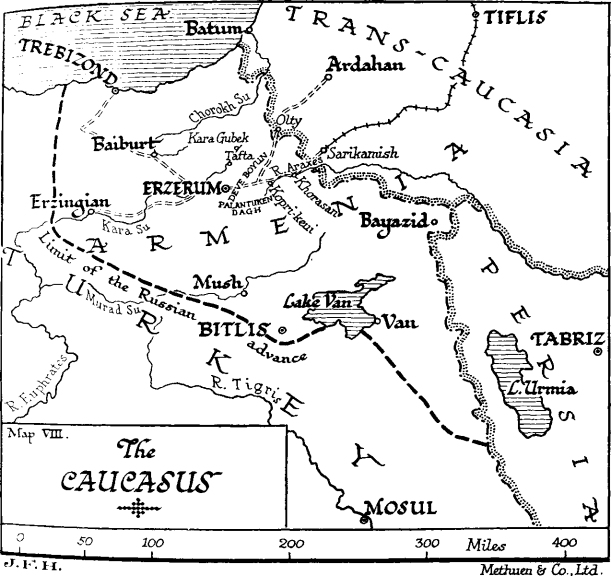
Front rosyjsko-kaukaski, 1916

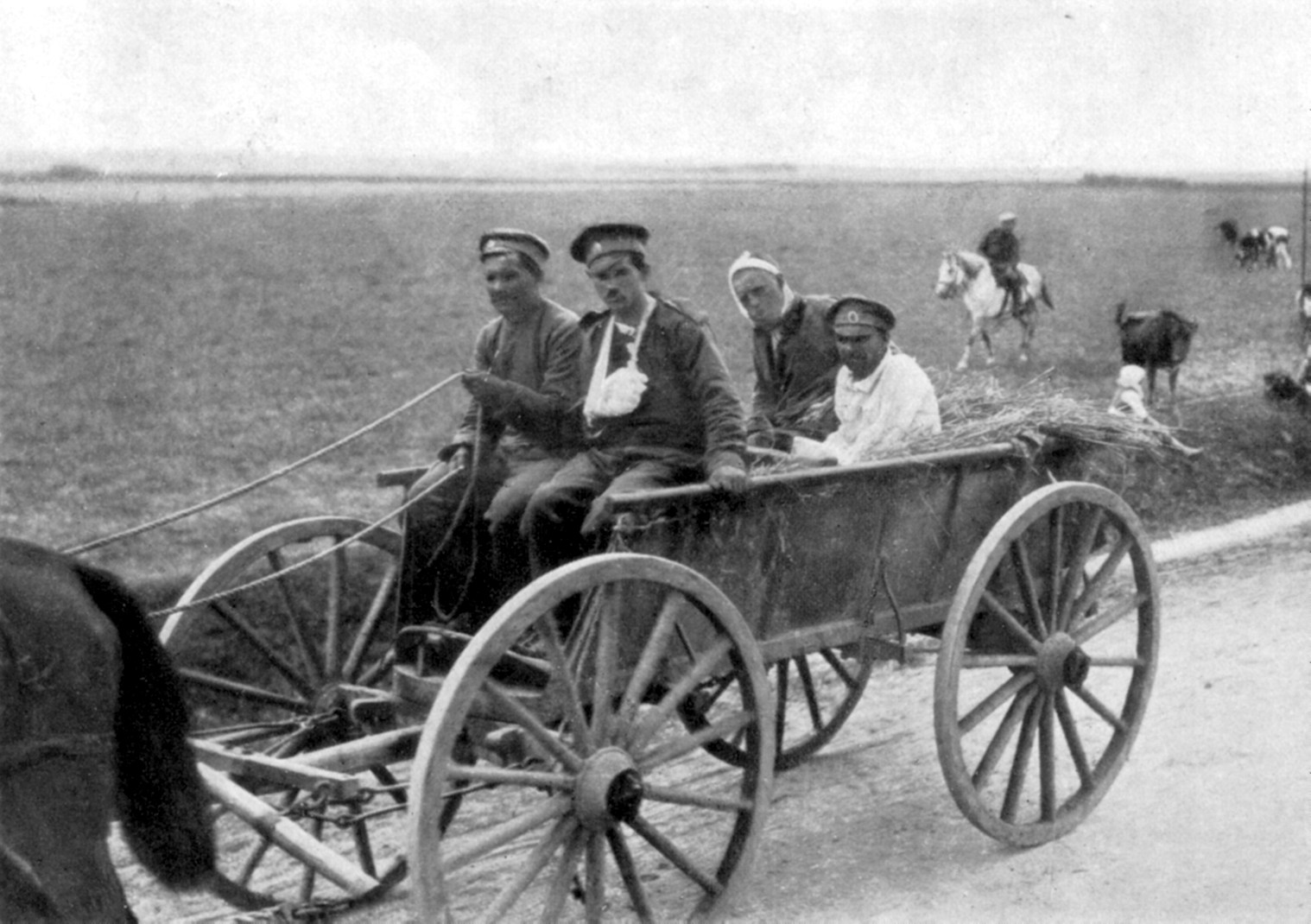
Zranieni rosyjscy żołnierze jadący do najbliższego lazaretu (I wojna światowa)

- IV wojna rosyjsko-turecka (1735–1739)
- pacyfikacja powstania chłopów i kozaków pod wodzą Żeleźniaka i Gonty (1768)
- pacyfikacja konfederacji barskiej (1768–1772)
- V wojna rosyjsko-turecka (1768–1774)
  - bitwa morska pod Nauplią (27–28 maja 1770)
  - bitwa morska pod Czesmą (5–7 lipca 1770)
  - bitwa nad Largą (18 lipca 1770)
  - bitwa nad Kagułem (1 sierpnia 1770)
  - bitwa morska pod Patras (6–8 listopada 1772)
  - bitwa pod Kozłudżą (20 czerwca 1774)
  - bitwa morska pod Kerczem (1 i 20 lipca 1774)
- tłumienie powstania Pugaczowa (1773–1775)
- wojna polsko-rosyjska 1792
  - bitwa pod Mirem (1792)
  - bitwa pod Zelwą (1792)
  - bitwa pod Zieleńcami (18 czerwca 1792)
  - bitwa pod Dubienką (18 lipca 1792)
  - bitwa pod Brześciem (23 lipca 1792)
  - Bitwa pod Krzemieniem (24 lipca 1792)
  - bitwa pod Markuszowem 26 lipca 1792
- insurekcja kościuszkowska (1794)
  - bitwa pod Racławicami (4 kwietnia 1794)
  - insurekcja warszawska (17–18 kwietnia 1794)
  - insurekcja wileńska (22–23 kwietnia 1794)
  - bitwa pod Szczekocinami (6 czerwca 1794)
  - bitwa pod Maciejowicami (10 października 1794)
  - obrona Pragi (4 listopada 1794)
- wojny napoleońskie
  - II koalicja antyfrancuska
  - III koalicja antyfrancuska
  - IV koalicja antyfrancuska
  - wojna 1812
  - VI koalicja antyfrancuska
- VIII wojna rosyjsko-turecka (1828–1829)
- tłumienie powstania listopadowego (1830–1831)
- wojna krymska (1853–1856)
- tłumienie powstania styczniowego (1863–1864)
- X wojna rosyjsko-turecka (1877–1878)
- wojna rosyjsko-japońska (1904–1905)
  - obrona Port Artur
  - bitwa na Morzu Żółtym
  - bitwa pod Cuszimą
  - bitwa pod Mukdenem
- rewolucja 1905 roku
- I wojna światowa (1914–1917)
- rewolucja lutowa (1917)

## Stopnie wojskowe
| Piechota | Artyleria                                                                                                   | Kawaleria                                                                                                   | Kozacy | Oznaczenie |
| --- | --- | --- | --- | ---------- |
| Korpus szeregowych (Рядовой состав) | | | |            |
| Рядовой, гренадер, стрелок (szeregowy, grenadier, strzelec) | Канонир (kanonier)                                                                                          | Рядовой, гусар, драгун, улан, кирасир (szeregowy, huzar, dragon, ułan, kirasjer)                            | Казак (kozak) |            |
| Ефрейтор (starszy szeregowy) | Бомбардир (bombardier)                                                                                      | Ефрейтор (starszy szeregowy)                                                                                | Приказный (przykaźny)                                                                                                 |            |
| Korpus podoficerów (Унтер-офицерский состав) | | | |            |
| Младший унтер-офицер (kapral) (dosł. "młodszy podoficer") | Младший фейерверкер (młodszy ogniomistrz)                                                                   | Младший унтер-офицер (młodszy podoficer)                                                                    | Младший урядник (młodszy podoficer)                                                                                   |            |
| Старший унтер-офицер/ (plutonowy) (dosł. "starszy podoficer") | Старший фейерверкер (starszy ogniomistrz)                                                                   | Старший унтер-офицер (plutonowy)                                                                            | Старший урядник (starszy podoficer)                                                                                   |            |
| Фельдфебель (sierżant, feldfebel) | Фельдфебель, вахмистр (конная артиллерия) (feldfebel, wachmistrz: artyleria konna)                          | вахмистр (wachmistrz)                                                                                       | вахмистр (wachmistrz)                                                                                                 |            |
| Подпрапорщик (podchorąży) | Подпрапорщик (podchorąży)                                                                                   | Подпрапорщик (podchorąży)                                                                                   | Подхорунжий (podchorąży, dosł. podchorunżyj)                                                                          |            |
| Зауряд-прапорщик, подпрапорщик на офицерской должности (chorąży-kadet, podchorąży na stanowisku oficerskim) | Зауряд-прапорщик, подпрапорщик на офицерской должности (chorąży-kadet, podchorąży na stanowisku oficerskim) | Зауряд-прапорщик, подпрапорщик на офицерской должности (chorąży-kadet, podchorąży na stanowisku oficerskim) | Зауряд-хорунжий (chorąży-kadet, dosł. zaurjad-chorunżyj)                                                              |            |
| Korpus oficerów liniowych (Обер-офицерский состав) | | | |            |
| Прапорщик (только в военное время) (chorąży: tylko w czasie wojny) | | | |            |
| Подпоручик (podporucznik) | Подпоручик (podporucznik)                                                                                   | Корнет (kornet)                                                                                             | хорунжий (Chorąży, dosł. chorunżyj)                                                                                   |            |
| Поручик (porucznik) | Поручик (porucznik)                                                                                         | Поручик (porucznik)                                                                                         | Cотник (setnik) |            |
| Штабс-капитан (sztabskapitan) | Штабс-капитан (sztabskapitan)                                                                               | Штабс-ротмистр (sztabsrotmistrz)                                                                            | Подъесаул (podesauł)                                                                                                  |            |
| Капитан (kapitan) | Капитан (kapitan)                                                                                           | Ротмистр (rotmistrz)                                                                                        | Есаул (esauł) |            |
| Korpus oficerów sztabowych (Штаб-офицерский состав) | | | |            |
| Подполковник (podpułkownik) | Подполковник (podpułkownik)                                                                                 | Подполковник (podpułkownik)                                                                                 | Подполковник (до 1884 года), войсковой старшина (после 1884 года) (podpułkownik: przed 1884, starszyna: po 1884 roku) |            |
| Полковник (pułkownik) | | | |            |
| Generałowie (Генеральский состав) | | | |            |
| Генерал-майор (generał-major) | | | |            |
| Генерал-лейтенант (generał-lejtnant) | | | |            |
| Generałowie broni (Генералы рода войск) | | | |            |
| Генерал от инфантерии, инженер-генерал (generał piechoty, inżynier-generał) | Генерал от артиллерии (generał artylerii)                                                                   | Генерал от кавалерии (generał kawalerii)                                                                    | Генерал от кавалерии (generał kawalerii)                                                                              |            |
| Генерал-фельдмаршал (чин существовал, в период 1914-1917 года никому из русских генералов не присвоен, изображение погона условное) (feldmarszałek: ranga istniała, w latach 1914–1917 żaden z rosyjskich generałów nie został przydzielony, wizerunek jest warunkowy) | | | |            |

### Inne pułki

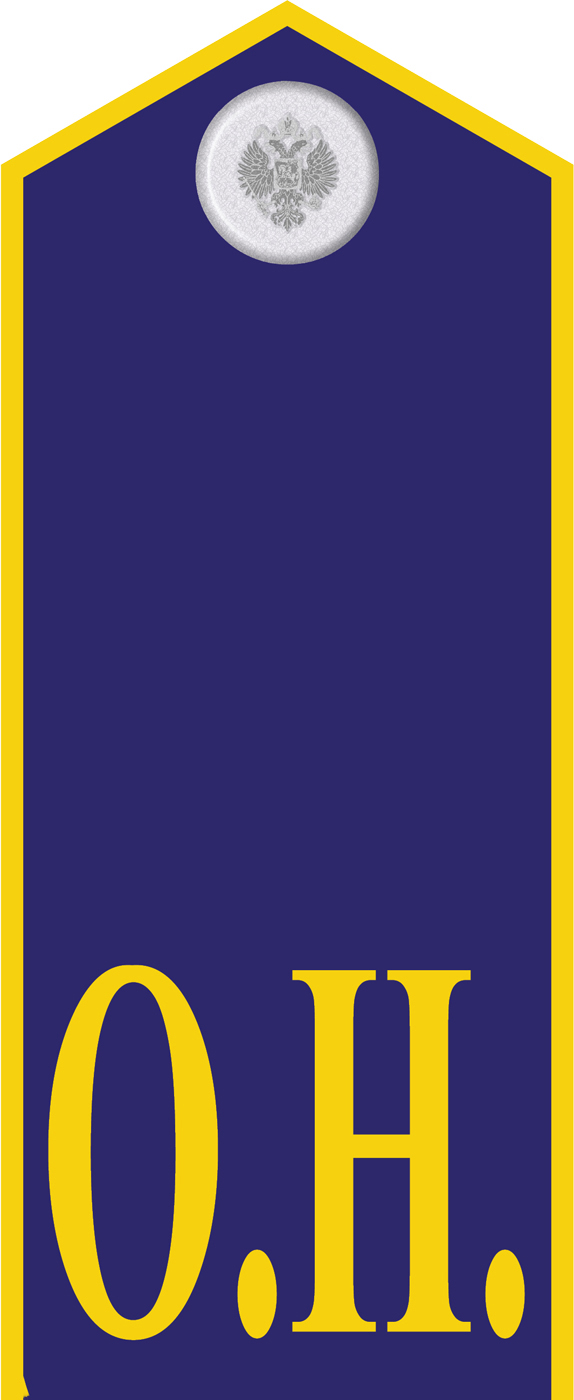
Orenburski Korpus Kadetów
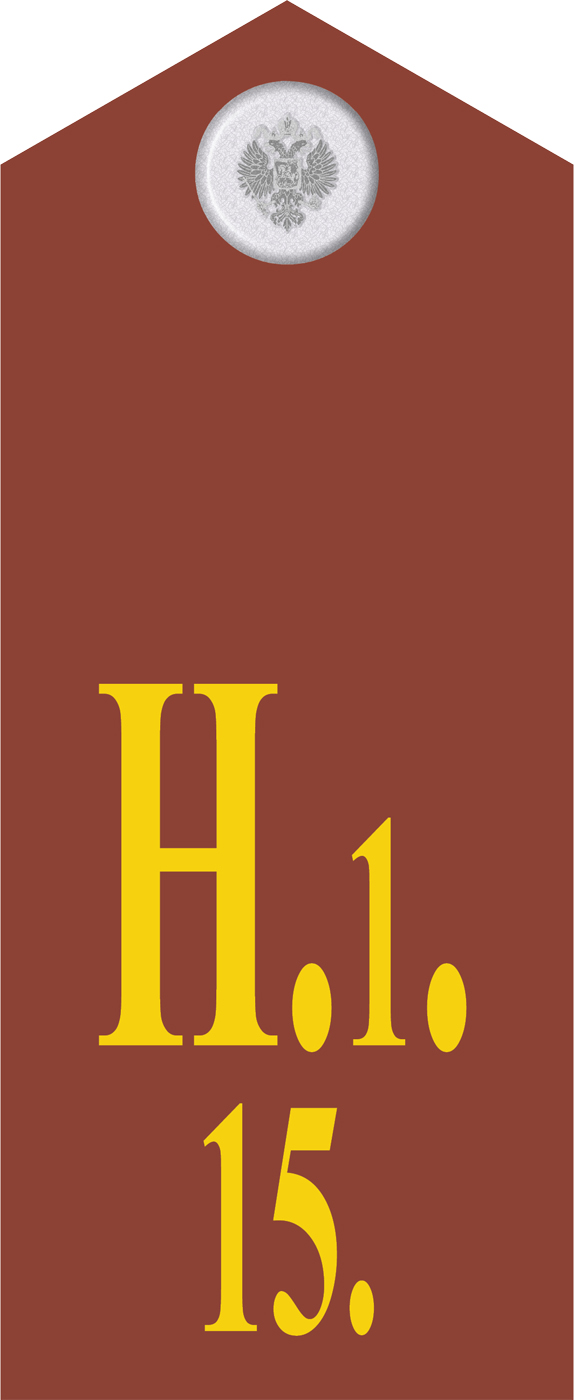
15 Pułk Strzelców Jego W-ści Króla Czarnogóry Mikołaja I
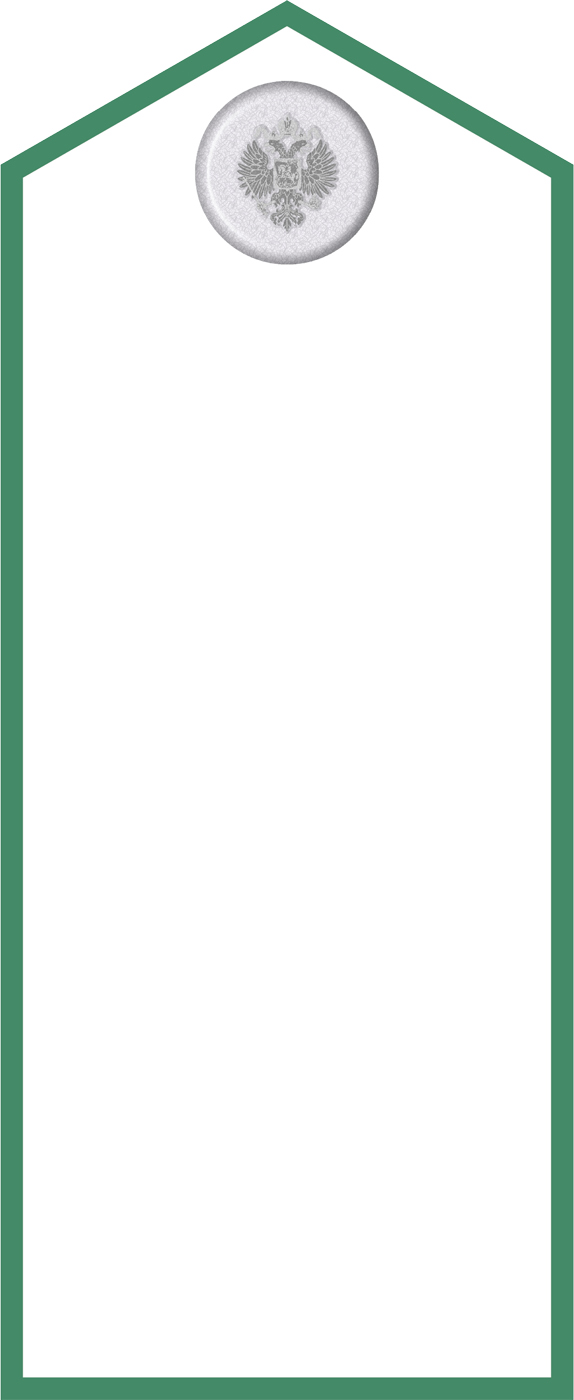
5 Kargopolski Pułk Dragonów
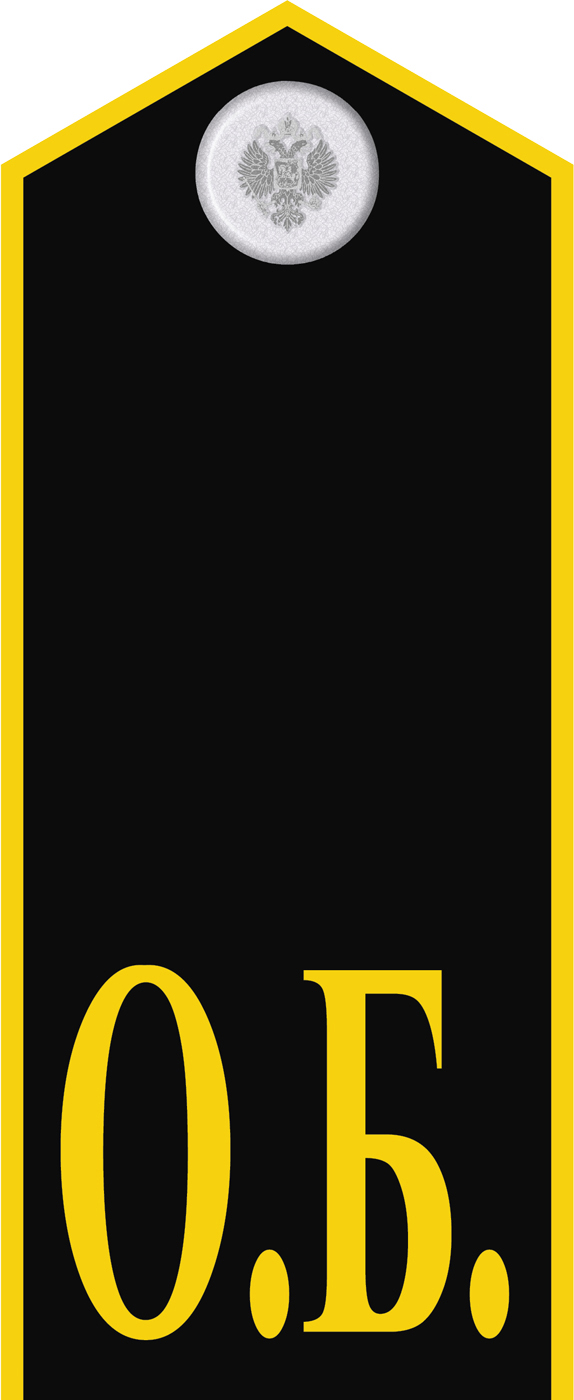
Orłowski Korpus Kadetów